# Ocellovelia
Ocellovelia is een geslacht van wantsen uit de familie beeklopers (Veliidae). Het geslacht werd voor het eerst wetenschappelijk beschreven door China & Usinger in 1949.

## Soorten
Het genus bevat de volgende soorten:

- Ocellovelia distanti (China & Usinger, 1949)
- Ocellovelia fusca (Germar, 1838)
- Ocellovelia germari Distant, 1904